# Sapporo Dome
Sapporo Dome (japansk: 札幌ドーム) er et sportsstadion, der ligger i byen Sapporo på den nordligste ø Hokkaido. Dette stadion anvendes til en række af engagementer indenfor sport og underholdning. Sapporo Dome er udpeget som fodboldstadion under de olympiske lege i 2020.. Ved denne lejlighed, vil stadionet have en kapacitet på 41.484 tilskuere.